# Grecia ai Giochi della XVIII Olimpiade
La Grecia partecipò ai Giochi della XVIII Olimpiade, svoltisi a Tokyo dal 10 al 24 ottobre 1964, con una delegazione di 18 atleti impegnati in 4 discipline per un totale di 16 competizioni. Portabandiera alla cerimonia di apertura fu Georgios Marsellos, che gareggiò nei 110 metri ostacoli, alla sua seconda Olimpiade.
La squadra greca, sempre presente ai Giochi olimpici, in questa edizione non conquistò alcuna medaglia.